# Circolo Nautico Posillipo 1989-1990
Questa voce raccoglie le informazioni riguardanti il Circolo Nautico Posillipo nelle competizioni ufficiali della stagione 1989-1990.

## Rosa
| N° |                     | Ruolo | Giocatore                      |
| -- | ------------------- | ----- | ------------------------------ |
|    | Italia (bandiera)   | P     | Maurizio De Gennaro            |
|    | Italia (bandiera)   |       | Stefano Postiglione (Capitano) |
|    | Italia (bandiera)   |       | Massimo Fiorentino             |
|    | Ungheria (bandiera) |       | György Gerendás                |
|    | Italia (bandiera)   |       | Mario Marsili                  |
|    | Italia (bandiera)   |       | Giuseppe Porzio                |
|    | Italia (bandiera)   |       | Franco Porzio                  |
|    | Italia (bandiera)   |       | Antonello Postiglione          |

| N° |                   | Ruolo | Giocatore          |
| -- | ----------------- | ----- | ------------------ |
|    | Italia (bandiera) |       | Piero Fiorentino   |
|    | Italia (bandiera) |       | Fulvio Di Martire  |
|    | Italia (bandiera) |       | Valerio Antinori   |
|    | Italia (bandiera) |       | Occhiello          |
|    | Italia (bandiera) |       | Fabio Galasso      |
|    | Italia (bandiera) |       | Carmine Argentiero |
|    | Italia (bandiera) |       | Luca Capuano       |